# 얼라이언트 에너지 센터
얼라이언트 에너지 센터(Alliant Energy Center)는 미국 위스콘신주 매디슨에 위치한 실내 경기장이다. 과거 ECHL 매디슨 코디액스의 홈경기장으로 사용했다.